# Pietà (17. Jahrhundert, Klausen)

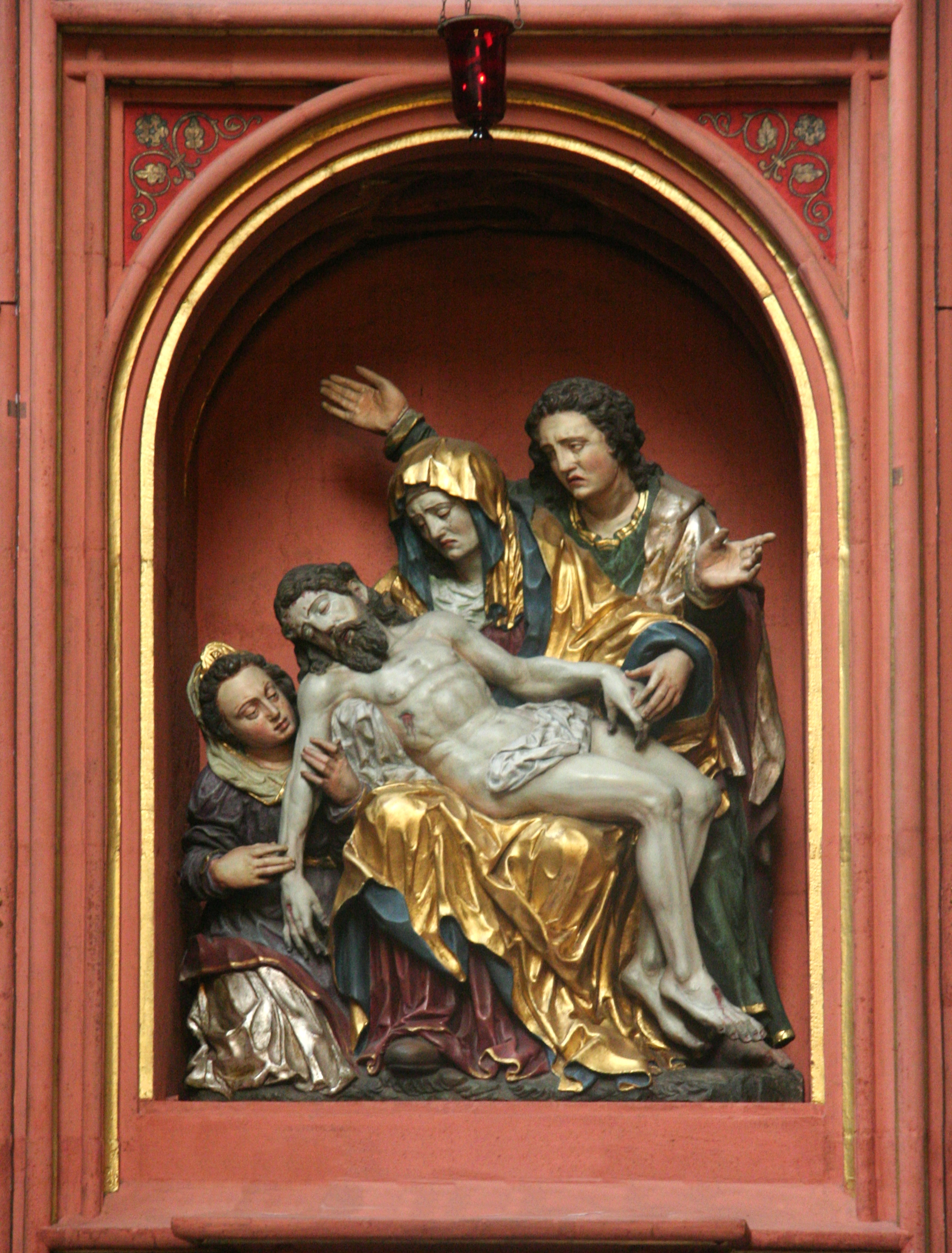
Pietà in Klausen

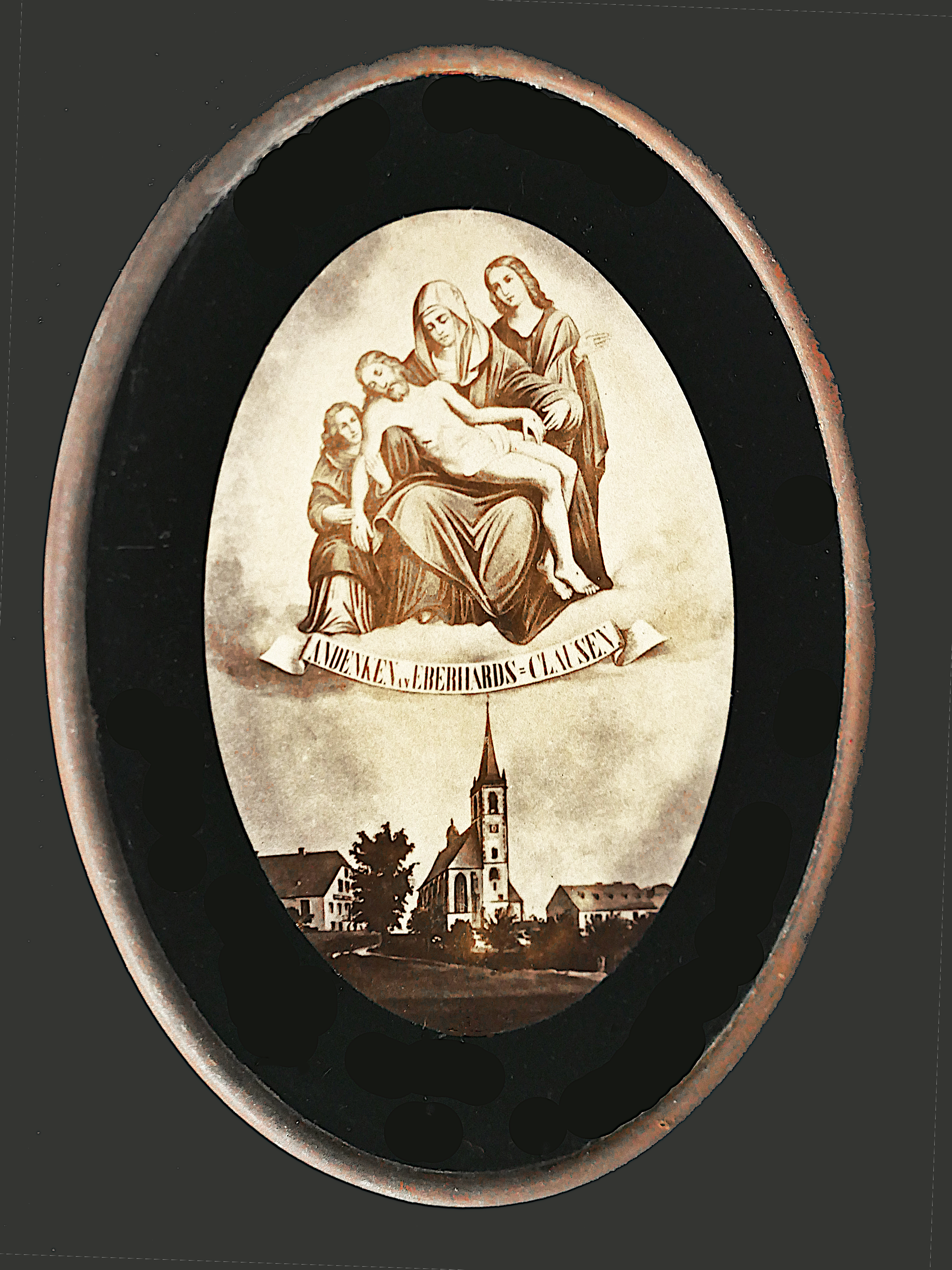
Wallfahrtsandenken mit Gnadenbild und Kirche

Die Skulpturengruppe mit einer Pietà und weiteren Figuren in der katholischen Wallfahrtskirche Maria Heimsuchung in Klausen, einer Ortsgemeinde im Landkreis Bernkastel-Wittlich in Rheinland-Pfalz, wurde Anfang des 17. Jahrhunderts geschaffen.
Die Gruppe ist das jüngere von zwei Gnadenbildern der Wallfahrtskirche. Sie ist eine 1,15 Meter hohe Sandsteinskulptur, die neu gefasst wurde. Die Pietà mit den Figuren der heiligen Maria Magdalena und des Apostels Johannes ist ein sogenanntes erweitertes Vesperbild. 
Ernst Wackenroder schreibt im Jahr 1934: 

„... aufgebaut in Schräglinie von links unten nach rechts oben mit den ausgebreiteten Armen des hl. Johannes als gesteigertem Abschluß. Die schon weinerlich gehaltenen Gesichter sind nach links gerichtet, alle mit einem Blick erfaßbar. Die Stoffe in starker, etwas kleinlicher Knitterung. Der durchmodellierte muskulöse Christuskörper ist nach vorn gewandt und wird von beiden Frauen nur leicht berührt.“